# Tenuiphantes zebra
Tenuiphantes zebra är en spindelart som först beskrevs av James Henry Emerton 1882.  Tenuiphantes zebra ingår i släktet Tenuiphantes och familjen täckvävarspindlar. Inga underarter finns listade i Catalogue of Life.